# Premiership Rugby 2020-21
La Premiership Rugby 2020-21, más conocido como Gallagher Premiership 2020-21 (por el nombre de su actual patrocinador). fue la 34.ª edición de la Liga Inglesa de Rugby. 
El campeón del torneo fue Harlequins luego de vencer en la final al vigente campeón Exeter Chiefs por un marcador de 40 a 38.

## Equipos participantes
| Equipo             | Entrenador                 | Capitán                      | Estadio                     | Capacidad | Ciudad                             |
| ------------------ | -------------------------- | ---------------------------- | --------------------------- | --------- | ---------------------------------- |
| Bath               | Stuart Hooper              | Charlie Ewels                | The Recreation Ground       | 14.509    | Bath                               |
| Bristol Bears      | Pat Lam                    | Steve Luatua                 | Ashton Gate                 | 27.000    | Bristol                            |
| Exeter Chiefs      | Rob Baxter                 | Jack Yeandle                 | Sandy Park                  | 13.593    | Exeter                             |
| Gloucester         | George Skivington          | Willi Heinz                  | Kingsholm Stadium           | 16.115    | Gloucester                         |
| Harlequins         | Paul Gustard Billy Millard | Stephan Lewies               | Twickenham Stoop            | 14.800    | Twickenham, Gran Londres           |
| Leicester Tigers   | Geordan Murphy             | Tom Youngs                   | Mattioli Woods Welford Road | 25.849    | Leicester                          |
| London Irish       | Declan Kidney              | Blair Cowan                  | Brentford Community Stadium | 17.250    | Brentford, Londres                 |
| Newcastle Falcons  | Dean Richards              | Mark Wilson                  | Kingston Park               | 10.200    | Newcastle upon Tyne, Tyne and Wear |
| Northampton Saints | Chris Boyd                 | Teimana Harrison Alex Waller | Franklin's Gardens          | 15.200    | Northampton                        |
| Sale Sharks        | Steve Diamond              | Jono Ross                    | AJ Bell Stadium             | 12.000    | Salford, Gran Mánchester           |
| Wasps              | Lee Blackett               | Dan Robson Thomas Young      | Ricoh Arena                 | 32.609    | Coventry                           |
| Worcester Warriors | Alan Solomons              | Ted Hill                     | Sixways Stadium             | 11.499    | Worcester                          |

## Tabla de posiciones
Actualizado a últimos partidos disputados el 12 de junio de 2021 (22.ª Jornada).
| Pos. | Equipo             | Encuentros | Encuentros | Encuentros | Encuentros | Tantos | Tantos | Tantos | PB | PB | Puntos |
| Pos. | Equipo             | PJ         | PG         | PE         | PP         | F      | C      | Dif    | BO | BD | Puntos |
| ---- | ------------------ | ---------- | ---------- | ---------- | ---------- | ------ | ------ | ------ | -- | -- | ------ |
| 1.º  | Bristol Bears      | 22         | 17         | 1          | 4          | 561    | 379    | +182   | 13 | 2  | 85     |
| 2.º  | Exeter Chiefs      | 22         | 17         | 0          | 5          | 624    | 356    | +268   | 12 | 2  | 82     |
| 3.º  | Sale Sharks        | 22         | 16         | 0          | 6          | 537    | 401    | +136   | 5  | 5  | 74     |
| 4.º  | Harlequins         | 22         | 13         | 1          | 8          | 703    | 564    | +139   | 11 | 4  | 71     |
| 5.º  | Northampton Saints | 22         | 11         | 0          | 11         | 469    | 457    | +12    | 6  | 5  | 57     |
| 6.º  | Leicester Tigers   | 22         | 11         | 0          | 11         | 478    | 492    | –14    | 5  | 3  | 54     |
| 7.º  | Bath               | 22         | 10         | 0          | 12         | 494    | 604    | –110   | 8  | 4  | 52     |
| 8.º  | Wasps              | 22         | 9          | 0          | 13         | 539    | 624    | –85    | 7  | 7  | 50     |
| 9.º  | London Irish       | 22         | 6          | 2          | 14         | 439    | 531    | −92    | 9  | 5  | 48     |
| 10.º | Newcastle Falcons  | 22         | 9          | 0          | 13         | 385    | 512    | –127   | 3  | 2  | 45     |
| 11.º | Gloucester         | 22         | 7          | 0          | 15         | 450    | 518    | –68    | 6  | 7  | 45     |
| 12.º | Worcester Warriors | 22         | 4          | 0          | 18         | 326    | 567    | –241   | 3  | 8  | 27     |

Pts = Puntos totales; PJ = Partidos Jugados; G = Partidos Ganados; E = Partidos Empatados; P = Partidos Perdidos; PF = Puntos a favor; PC = Puntos en contra; Dif = Diferencia de puntos; PBO = Bonus ofensivos; PBD = Bonus defensivos
|  | Clasificados para semifinales y promovidos para la Copa de Campeones Europeos de Rugby 2021/22. |
|  | Clasificados para la Copa de Campeones Europeos de Rugby 2021/22.                               |

## Resultados
| 1.ª jornada | 1.ª jornada             | 1.ª jornada |
| Fecha       | Partido                 | Resultado   |
| ----------- | ----------------------- | ----------- |
| 20-11-20    | Harlequins - Exeter     | 3-33        |
| 20-11-20    | Sharks - Saints         | 32-23       |
| 21-11-20    | Bath - Falcons          | 12-19       |
| 21-11-20    | Tigers - Gloucester     | 38-15       |
| 21-11-20    | Warriors - London Irish | 11-10       |
| 22-11-20    | Wasps - Bears           | 23-20       |

| 2.ª jornada | 2.ª jornada           | 2.ª jornada |
| Fecha       | Partido               | Resultado   |
| ----------- | --------------------- | ----------- |
| 27-11-20    | Falcons - Sharks      | 15-13       |
| 28-11-20    | Saints - Harlequins   | 29-49       |
| 28-11-20    | Bears - Warriors      | 30-13       |
| 28-11-20    | Gloucester - Wasps    | 40-24       |
| 28-11-20    | Exeter - Bath         | 40-3        |
| 29-11-20    | London Irish - Tigers | 22-9        |

| 3.ª jornada | 3.ª jornada             | 3.ª jornada |
| Fecha       | Partido                 | Resultado   |
| ----------- | ----------------------- | ----------- |
| 04-12-20    | Bears - Saints          | 18-17       |
| 05-12-20    | Tigers - Exeter         | 13-35       |
| 05-12-20    | Wasps - Falcons         | 17-27       |
| 05-12-20    | Warriors - Bath         | 17-33       |
| 06-12-20    | London Irish - Sharks   | 13-21       |
| 06-12-20    | Gloucester - Harlequins | 24-34       |

| 4.ª jornada | 4.ª jornada         | 4.ª jornada |
| Fecha       | Partido             | Resultado   |
| ----------- | ------------------- | ----------- |
| 26-12-20    | Bath - London Irish | 0-0         |
| 26-12-20    | Harlequins - Bears  | 19-27       |
| 26-12-20    | Falcons - Tigers    | 0-0         |
| 26-12-20    | Exeter - Gloucester | 28-20       |
| 26-12-20    | Saints - Warriors   | 29-10       |
| 27-12-20    | Sharks - Wasps      | 23-26       |

| 5.ª jornada | 5.ª jornada           | 5.ª jornada |
| Fecha       | Partido               | Resultado   |
| ----------- | --------------------- | ----------- |
| 01-01-21    | Bears - Falcons       | 29-17       |
| 01-01-21    | Warriors - Harlequins | 0-0         |
| 02-01-21    | Wasps - Chiefs        | 34-5        |
| 02-01-21    | Gloucester - Sharks   | 19-22       |
| 03-01-21    | London Irish - Saints | 0-0         |
| 03-01-21    | Tigers - Bath         | 36-31       |

| 6.ª jornada | 6.ª jornada               | 6.ª jornada |
| Fecha       | Partido                   | Resultado   |
| ----------- | ------------------------- | ----------- |
| 08-01-21    | Bath - Wasps              | 44-52       |
| 08-01-21    | Sharks - Warriors         | 20-13       |
| 09-01-21    | Chiefs - Bears            | 7-20        |
| 09-01-21    | Falcons - Gloucester      | 22-10       |
| 09-01-21    | Saints - Tigers           | 0-0         |
| 10-01-21    | Harlequins - London Irish | 27-27       |

| 7.ª jornada | 7.ª jornada            | 7.ª jornada |
| Fecha       | Partido                | Resultado   |
| ----------- | ---------------------- | ----------- |
| 29-01-21    | Bears - Bath           | 48-3        |
| 30-01-21    | Gloucester - Saints    | 26-31       |
| 30-01-21    | Tigers - Sharks        | 15-25       |
| 30-01-21    | Warriors - Chiefs      | 17-21       |
| 31-01-21    | London Irish - Falcons | 31-22       |
| 31-01-21    | Wasps - Harlequins     | 17-49       |

| 8.ª jornada | 8.ª jornada               | 8.ª jornada |
| Fecha       | Partido                   | Resultado   |
| ----------- | ------------------------- | ----------- |
| 05-02-21    | Bears - Sharks            | 13-20       |
| 06-02-21    | Bath - Harlequins         | 15-28       |
| 06-02-21    | Tigers - Warriors         | 41-24       |
| 06-02-21    | London Irish - Gloucester | 32-26       |
| 06-02-21    | Wasps - Saints            | 17-22       |
| 07-02-21    | Falcons - Chiefs          | 9-15        |

| 9.ª jornada | 9.ª jornada                   | 9.ª jornada |
| Fecha       | Partido                       | Resultado   |
| ----------- | ----------------------------- | ----------- |
| 12-02-21    | Gloucester - Bears            | 17-18       |
| 12-02-21    | Sharks - Bath                 | 22-27       |
| 13-02-21    | Harlequins - Leicester Tigers | 37-24       |
| 13-02-21    | Chiefs - London Irish         | 26-3        |
| 13-02-21    | Saints - Falcons              | 0-0         |
| 14-02-21    | Warriors - Wasps              | 13-17       |

| 10.ª jornada | 10.ª jornada         | 10.ª jornada |
| Fecha        | Partido              | Resultado    |
| ------------ | -------------------- | ------------ |
| 19-02-21     | Bath - Gloucester    | 16-14        |
| 20-02-21     | Harlequins - Sharks  | 24-12        |
| 20-02-21     | Tigers - Wasps       | 27-8         |
| 20-02-21     | Chiefs - Saints      | 12-13        |
| 20-02-21     | Warriors - Falcons   | 0-0          |
| 21-02-21     | London Irish - Bears | 34-34        |

| 11.ª jornada | 11.ª jornada             | 11.ª jornada |
| Fecha        | Partido                  | Resultado    |
| ------------ | ------------------------ | ------------ |
| 26-02-21     | Sharks - Chiefs          | 25-20        |
| 27-02-21     | Bears - Leicester Tigers | 17-3         |
| 27-02-21     | Falcons - Harlequins     | 25-22        |
| 27-02-21     | Wasps - London Irish     | 10-16        |
| 27-02-21     | Gloucester - Warriors    | 22-14        |
| 28-02-21     | Saints - Bath            | 22-23        |

| 11.ª jornada | 11.ª jornada          | 11.ª jornada |
| Fecha        | Partido               | Resultado    |
| ------------ | --------------------- | ------------ |
| 05-03-21     | Tigers - London Irish | 33-32        |
| 05-03-21     | Sharks - Falcons      | 31-16        |
| 06-03-21     | Bath - Chiefs         | 16-38        |
| 06-03-21     | Wasps - Gloucester    | 19-20        |
| 06-03-21     | Warriors - Bears      | 23-24        |
| 07-03-21     | Harlequins - Saints   | 37-19        |

| 13.ª jornada | 13.ª jornada            | 13.ª jornada |
| Fecha        | Partido                 | Resultado    |
| ------------ | ----------------------- | ------------ |
| 12-03-21     | Bears - Wasps           | 37-20        |
| 13-03-21     | Falcons - Bath          | 19-38        |
| 13-03-21     | Chiefs - Harlequins     | 21-20        |
| 13-03-21     | Saints - Sharks         | 17-14        |
| 13-03-21     | Gloucester - Tigers     | 14-20        |
| 14-03-21     | London Irish - Warriors | 20-17        |

| 14.ª jornada | 14.ª jornada            | 14.ª jornada |
| Fecha        | Partido                 | Resultado    |
| ------------ | ----------------------- | ------------ |
| 19-03-21     | Falcons - Wasps         | 18-20        |
| 20-03-21     | Harlequins - Gloucester | 52-24        |
| 20-03-21     | Bath - Warriors         | 47-22        |
| 20-03-21     | Chiefs - Tigers         | 47-31        |
| 21-03-21     | Saints - Bears          | 21-28        |
| 21-03-21     | Sharks - London Irish   | 41-13        |

| 15.ª jornada | 15.ª jornada        | 15.ª jornada |
| Fecha        | Partido             | Resultado    |
| ------------ | ------------------- | ------------ |
| 27-03-21     | Gloucester - Chiefs | 34-18        |
| 27-03-21     | Bears - Harlequins  | 35-33        |
| 27-03-21     | London Irish - Bath | 36-33        |
| 27-03-21     | Warriors - Saints   | 14-62        |
| 27-03-21     | Wasps - Sharks      | 19-20        |
| 28-03-21     | Tigers - Falcons    | 26-12        |

| 16.ª jornada | 16.ª jornada          | 16.ª jornada |
| Fecha        | Partido               | Resultado    |
| ------------ | --------------------- | ------------ |
| 16-04-21     | Saints - London Irish | 44-26        |
| 16-04-21     | Sharks - Gloucester   | 25-22        |
| 17-04-21     | Falcons - Bears       | 17-34        |
| 17-04-21     | Harlequins - Warriors | 50-26        |
| 17-04-21     | Chiefs - Wasps        | 43-13        |
| 18-04-21     | Bath - Tigers         | 21-20        |

| 17.ª jornada | 17.ª jornada              | 17.ª jornada |
| Fecha        | Partido                   | Resultado    |
| ------------ | ------------------------- | ------------ |
| 23-04-21     | Bears - Chiefs            | 12-20        |
| 24-04-21     | London Irish - Harlequins | 21-25        |
| 24-04-21     | Gloucester - Falcons      | 35-24        |
| 24-04-21     | Tigers - Saints           | 18-23        |
| 24-04-21     | Warriors - Sharks         | 32-35        |
| 25-04-21     | Wasps - Bath              | 39-29        |

| 18.ª jornada | 18.ª jornada           | 18.ª jornada |
| Fecha        | Partido                | Resultado    |
| ------------ | ---------------------- | ------------ |
| 07-05-21     | Sharks - Tigers        | 26-10        |
| 08-05-21     | Saints - Gloucester    | 7-31         |
| 08-05-21     | Chiefs - Warriors      | 41-10        |
| 08-05-21     | Falcons - London Irish | 52-27        |
| 08-05-21     | Bath - Bears           | 20-40        |
| 09-05-21     | Harlequins - Wasps     | 48-46        |

| 19.ª jornada | 19.ª jornada          | 19.ª jornada |
| Fecha        | Partido               | Resultado    |
| ------------ | --------------------- | ------------ |
| 14-05-21     | Bath - Sharks         | 20-24        |
| 15-05-21     | Wasps - Warriors      | 23-19        |
| 15-05-21     | Tigers - Harlequins   | 35-29        |
| 17-05-21     | Falcons - Saints      | 18-10        |
| 17-05-21     | Bears - Gloucester    | 39-7         |
| 18-05-21     | London Irish - Chiefs | 12-31        |

| 20.ª jornada | 20.ª jornada              | 20.ª jornada |
| Fecha        | Partido                   | Resultado    |
| ------------ | ------------------------- | ------------ |
| 28-05-21     | Sharks - Bears            | 22-12        |
| 28-05-21     | Gloucester - London Irish | 30-28        |
| 28-05-21     | Harlequins - Bath         | 44-33        |
| 28-05-21     | Warriors - Tigers         | 17-18        |
| 29-05-21     | Saints - Wasps            | 30-25        |
| 30-05-21     | Chiefs - Falcons          | 74-3         |

| 21.ª jornada | 21.ª jornada         | 21.ª jornada |
| Fecha        | Partido              | Resultado    |
| ------------ | -------------------- | ------------ |
| 04-06-21     | Sharks - Harlequins  | 45-12        |
| 05-06-21     | Gloucester - Bath    | 0-0          |
| 05-06-21     | Tigers - Bears       | 23-26        |
| 05-06-21     | Falcons - Warriors   | 24-14        |
| 05-06-21     | London Irish - Wasps | 36-39        |
| 06-06-21     | Saints - Chiefs      | 26-29        |

| 22.ª jornada | 22.ª jornada          | 22.ª jornada |
| Fecha        | Partido               | Resultado    |
| ------------ | --------------------- | ------------ |
| 12-06-21     | Bath - Saints         | 30-24        |
| 12-06-21     | Bears - London Irish  | 0-0          |
| 12-06-21     | Chiefs - Sharks       | 20-19        |
| 12-06-21     | Harlequins - Falcons  | 54-26        |
| 12-06-21     | Wasps - Tigers        | 31-38        |
| 12-06-21     | Warriors - Gloucester | 0-0          |

## Fase Final

### Semifinal
| 19 de junio de 2021 | Bristol Bears | 36 - 43 | Harlequins | Ashton Gate Stadium, Bristol |  |

| 19 de junio de 2021 | Exeter Chiefs | 40 - 30 | Sale Sharks | Sandy Park, Exeter |  |

### Final
| 26 de junio de 2021 | Exeter Chiefs | 38 - 40 | Harlequins | Twickenham Stadium, Londres |  |

| Bandera de Inglaterra |
| Campeón Harlequins    |
| Segundo título        |